# Fabinho (calciatore 1993)
Fabinho, pseudonimo di Fábio Henrique Tavares (Campinas, 23 ottobre 1993), è un calciatore brasiliano, centrocampista o difensore dell'Al-Ittihad.
Con la maglia del Liverpool si è laureato campione d'Europa nella stagione 2019 e campione d'Inghilterra nella stagione 2020.

## Caratteristiche tecniche
Fabinho è un calciatore duttile che gioca da centrocampista, sia in un centrocampo a 2 che a 3, e che sa adattarsi a giocare sia da difensore centrale che da terzino destro, bravo sia in fase difensiva che offensiva, oltre a offrire alla squadra un ottimo contributo sia in qualità che in quantità. Disciplinato tatticamente, è abile nel recuperare palloni e negli interventi in tackle. È un ottimo rigorista.

## Carriera

### Club

#### Gli inizi
Inizia la sua carriera calcistica nel 2006, vestendo la maglia del Paulínia. Nel 2010 passa al Fluminense, con la quale gioca nelle giovanili. Il 20 maggio 2012 viene convocato dalla prima squadra per partecipare alla partita vinta 1-0 contro il Corinthians, senza scendere in campo. Nel giugno 2012 firma un contratto di sei anni con il Rio Ave, squadra militante nella massima serie portoghese.
Un mese dopo viene ceduto in prestito per una stagione al Real Madrid Castilla, seconda squadra del Real Madrid. Debutta con la nuova casacca il 17 agosto 2012, nella partita persa 2-1 contro il Villarreal. Diventa subito titolare del Castilla, giocando trenta partite. Il 28 aprile 2013 segna la sua prima rete nella partita pareggiata 3-3 contro il Numancia. L'8 maggio 2013 viene convocato in prima squadra, in occasione della partita vinta 6-2 contro il Malaga. A fine anno, non venendo riscattato, ritorna al Rio Ave.

#### Monaco

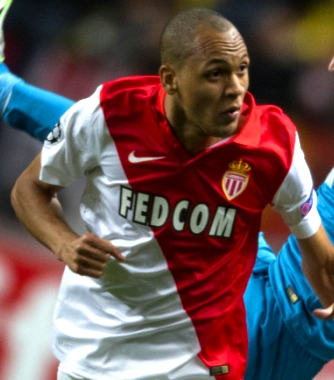
Fabinho al Monaco nel 2014.

Il 19 luglio 2013 viene ceduto in prestito per un anno al Monaco, squadra militante nella massima serie francese. Debutta con la nuova casacca il 10 agosto 2013, nella partita vinta 2-0 contro il Bordeaux. Segna la sua prima rete il 26 marzo 2014, in occasione dei quarti di finale della coppa nazionale contro il Lens (vinta 6-0). Conclude la sua prima stagione con i monegaschi con un secondo posto in campionato. A fine stagione, il Monaco rinnova il prestito per un'ulteriore stagione.
La stagione 2014-2015 inizia con l'approdo del tecnico portoghese Leonardo Jardim in panchina monegasca, che subentra a Claudio Ranieri. Debutta il 17 agosto 2014, nella partita persa 4-1 contro il Bordeaux al Chaban-Delmas. Il 16 settembre 2014, in occasione della prima partita della fase a gironi della Champions League vinta 1-0 contro il Leverkusen, il giovane difensore debutta in una competizione europea. Il 19 maggio 2015 firma un rinnovo quadriennale con il club monegasco.

#### Liverpool
Il 28 maggio 2018 viene acquistato a titolo definitivo per 45 milioni di euro dal Liverpool, legandosi ai Reds con un contratto pluriennale. La prima presenza stagionale la trova il 18 settembre 2018 nella prima partita del girone di Champions League vinta 3-2 contro il PSG. Il 26 settembre arriva la prima presenza da titolare nella gara persa 2-1 in casa contro il Chelsea in occasione della prima partita English Football League Cup. Dopo un inizio lento in cui ha giocato poco, con il passare del tempo Fabinho si conquista il posto da titolare davanti nel centrocampo dei Reds, tanto che nel dicembre 2018 realizza il suo primo goal con il club (oltre che in Premier) nel 4-0 contro il Newcastle. Il 1º giugno 2019 viene schierato titolare nella finale di Champions League vinta 0-2 contro il Tottenham, conquistando il trofeo per la prima volta nella sua carriera.
L'anno successivo va a segno nel successo per 3-1 contro il Manchester City, aprendo le marcature con una potente conclusione da fuori area.

#### Al-Ittihād
Il 31 luglio 2023, dopo cinque stagioni con i Reds, viene ufficialmente ceduto a titolo definitivo all'Al-Ittihad, squadra della Saudi Professional League, con cui sottoscrive un contratto triennale.

### Nazionale
Viene convocato dalla Nazionale Under-20, allenata da Alexandre Gallo, per partecipare alla Cape Town International Challenge, giocata a Città del Capo (Sudafrica). In questa competizione il Brasile U20 vince la finale per 2-0 contro l'Argentina Under-20 al Cape Town Stadium. Il 7 settembre 2014 viene convocato dal ct della Nazionale maggiore Dunga, in una amichevole contro l'Ecuador, dove rimane in panchina.
Viene convocato per la Copa América Centenario negli Stati Uniti, in cui non viene mai impiegato. Successivamente, con l'arrivo di Tite in panchina, non viene convocato molto (anche a causa della concorrenza), tanto che viene escluso dalla lista dei 23 sia per i Mondiali 2018 che per la Copa América 2019 (quest'ultima poi vinta dal Brasile).

## Statistiche

### Presenze e reti nei club
Statistiche aggiornate al 30 maggio 2025.
| Stagione          | Squadra           | Campionato        | Campionato | Campionato | Coppe nazionali | Coppe nazionali | Coppe nazionali | Coppe continentali | Coppe continentali | Coppe continentali | Altre coppe | Altre coppe | Altre coppe | Totale | Totale |
| Stagione          | Squadra           | Comp              | Pres       | Reti       | Comp            | Pres            | Reti            | Comp               | Pres               | Reti               | Comp        | Pres        | Reti        | Pres   | Reti   |
| ----------------- | ----------------- | ----------------- | ---------- | ---------- | --------------- | --------------- | --------------- | ------------------ | ------------------ | ------------------ | ----------- | ----------- | ----------- | ------ | ------ |
| 2012-2013         | Real M. Castilla  | SD                | 30         | 2          | -               | -               | -               | -                  | -                  | -                  | -           | -           | -           | 30     | 2      |
| 2012-2013         | Real Madrid       | PD                | 1          | 0          | CR              | -               | -               | UCL                | -                  | -                  | -           | -           | -           | 1      | 0      |
| 2013-2014         | Monaco            | L1                | 26         | 0          | CF+CdL          | 4+1             | 1+0             | -                  | -                  | -                  | -           | -           | -           | 31     | 1      |
| 2014-2015         | Monaco            | L1                | 36         | 1          | CF+CdL          | 4+3             | 0               | UCL                | 10                 | 1                  | -           | -           | -           | 53     | 2      |
| 2015-2016         | Monaco            | L1                | 34         | 6          | CF+CdL          | 3+1             | 2+0             | UCL+UEL            | 4+5                | 0+0                | -           | -           | -           | 47     | 8      |
| 2016-2017         | Monaco            | L1                | 37         | 9          | CF+CdL          | 4+1             | 0               | UCL                | 14                 | 3                  | -           | -           | -           | 56     | 12     |
| 2017-2018         | Monaco            | L1                | 34         | 7          | CF+CdL          | 2+4             | 1+0             | UCL                | 5                  | 0                  | SF          | 1           | 0           | 46     | 8      |
| Totale Monaco     | Totale Monaco     | Totale Monaco     | 167        | 23         |                 | 27              | 4               |                    | 38                 | 4                  |             | 1           | 0           | 233    | 31     |
| 2018-2019         | Liverpool         | PL                | 28         | 1          | FACup+CdL       | 1+1             | 0               | UCL                | 11                 | 0                  | -           | -           | -           | 41     | 1      |
| 2019-2020         | Liverpool         | PL                | 28         | 2          | FACup+CdL       | 2+0             | 0               | UCL                | 7                  | 0                  | CS+SU+Cmc   | 1+1+0       | 0+0+0       | 39     | 2      |
| 2020-2021         | Liverpool         | PL                | 30         | 0          | FACup+CdL       | 2+1             | 0               | UCL                | 8                  | 0                  | CS          | 1           | 0           | 42     | 0      |
| 2021-2022         | Liverpool         | PL                | 29         | 5          | FACup+CdL       | 3+3             | 2+0             | UCL                | 13                 | 1                  | -           | -           | -           | 48     | 8      |
| 2022-2023         | Liverpool         | PL                | 36         | 0          | FACup+CdL       | 3+1             | 0               | UCL                | 8                  | 0                  | CS          | 1           | 0           | 49     | 0      |
| Totale Liverpool  | Totale Liverpool  | Totale Liverpool  | 151        | 8          |                 | 17              | 2               |                    | 47                 | 1                  |             | 4           | 0           | 219    | 11     |
| 2023-2024         | Al-Ittihad        | SPL               | 19         | 1          | KC              | 2               | 0               | ACL                | 8                  | 0                  | CdC+Cmc     | 0+2         | 0+0         | 31     | 1      |
| 2024-2025         | Al-Ittihad        | SPL               | 32         | 2          | KC              | 5               | 1               | -                  | -                  | -                  | -           | -           | -           | 37     | 3      |
| Totale Al Ittihad | Totale Al Ittihad | Totale Al Ittihad | 51         | 3          |                 | 7               | 1               |                    | 8                  | 0                  |             | 2           | 0           | 68     | 4      |
| Totale carriera   | Totale carriera   | Totale carriera   | 400        | 36         |                 | 51              | 7               |                    | 93                 | 5                  |             | 7           | 0           | 551    | 48     |

### Cronologia presenze e reti in nazionale
| Cronologia completa delle presenze e delle reti in nazionale ― Brasile | Cronologia completa delle presenze e delle reti in nazionale ― Brasile | Cronologia completa delle presenze e delle reti in nazionale ― Brasile | Cronologia completa delle presenze e delle reti in nazionale ― Brasile | Cronologia completa delle presenze e delle reti in nazionale ― Brasile | Cronologia completa delle presenze e delle reti in nazionale ― Brasile | Cronologia completa delle presenze e delle reti in nazionale ― Brasile | Cronologia completa delle presenze e delle reti in nazionale ― Brasile |
| Data                                                                   | Città                                                                  | In casa                                                                | Risultato                                                              | Ospiti                                                                 | Competizione                                                           | Reti                                                                   | Note                                                                   |
| ---------------------------------------------------------------------- | ---------------------------------------------------------------------- | ---------------------------------------------------------------------- | ---------------------------------------------------------------------- | ---------------------------------------------------------------------- | ---------------------------------------------------------------------- | ---------------------------------------------------------------------- | ---------------------------------------------------------------------- |
| 7-6-2015                                                               | San Paolo                                                              | Brasile                                                                | 2 – 0                                                                  | Messico                                                                | Amichevole                                                             | -                                                                      | 46’                                                                    |
| 10-6-2015                                                              | Porto Alegre                                                           | Brasile                                                                | 1 – 0                                                                  | Honduras                                                               | Amichevole                                                             | -                                                                      | 20’ 75’                                                                |
| 9-9-2015                                                               | Foxborough                                                             | Stati Uniti                                                            | 1 – 4                                                                  | Brasile                                                                | Amichevole                                                             | -                                                                      |                                                                        |
| 29-5-2016                                                              | Commerce City                                                          | Panama                                                                 | 0 – 2                                                                  | Brasile                                                                | Amichevole                                                             | -                                                                      | 77’                                                                    |
| 8-9-2018                                                               | East Rutherford                                                        | Stati Uniti                                                            | 0 – 2                                                                  | Brasile                                                                | Amichevole                                                             | -                                                                      |                                                                        |
| 12-10-2018                                                             | Riad                                                                   | Arabia Saudita                                                         | 0 – 2                                                                  | Brasile                                                                | Amichevole                                                             | -                                                                      |                                                                        |
| 16-10-2018                                                             | Gedda                                                                  | Brasile                                                                | 1 – 0                                                                  | Argentina                                                              | Amichevole                                                             | -                                                                      | 53’                                                                    |
| 26-3-2019                                                              | Praga                                                                  | Rep. Ceca                                                              | 1 – 3                                                                  | Brasile                                                                | Amichevole                                                             | -                                                                      | 87’                                                                    |
| 10-9-2019                                                              | Los Angeles                                                            | Brasile                                                                | 0 – 1                                                                  | Perù                                                                   | Amichevole                                                             | -                                                                      | 64’                                                                    |
| 13-10-2019                                                             | Singapore                                                              | Brasile                                                                | 1 – 1                                                                  | Nigeria                                                                | Amichevole                                                             | -                                                                      | 80’                                                                    |
| 15-11-2019                                                             | Riyad                                                                  | Brasile                                                                | 0 – 1                                                                  | Argentina                                                              | Amichevole                                                             | -                                                                      | 55’                                                                    |
| 19-11-2019                                                             | Abu Dhabi                                                              | Brasile                                                                | 3 – 0                                                                  | Corea del Sud                                                          | Amichevole                                                             | -                                                                      |                                                                        |
| 4-6-2021                                                               | Porto Alegre                                                           | Brasile                                                                | 2 – 0                                                                  | Ecuador                                                                | Qual. Mondiali 2022                                                    | -                                                                      | 90+1’                                                                  |
| 13-6-2021                                                              | Brasilia                                                               | Brasile                                                                | 3 – 0                                                                  | Venezuela                                                              | Coppa America 2021 - 1º turno                                          | -                                                                      | 85’                                                                    |
| 17-6-2021                                                              | Rio de Janeiro                                                         | Brasile                                                                | 4 – 0                                                                  | Perù                                                                   | Coppa America 2021 - 1º turno                                          | -                                                                      |                                                                        |
| 27-6-2021                                                              | Goiânia                                                                | Brasile                                                                | 1 – 1                                                                  | Ecuador                                                                | Coppa America 2021 - 1º turno                                          | -                                                                      |                                                                        |
| 5-7-2021                                                               | Rio de Janeiro                                                         | Brasile                                                                | 1 – 0                                                                  | Perù                                                                   | Coppa America 2021 - Semifinale                                        | -                                                                      | 85’                                                                    |
| 7-10-2021                                                              | Caracas                                                                | Venezuela                                                              | 1 – 3                                                                  | Brasile                                                                | Qual. Mondiali 2022                                                    | -                                                                      |                                                                        |
| 10-10-2021                                                             | Barranquilla                                                           | Colombia                                                               | 0 – 0                                                                  | Brasile                                                                | Qual. Mondiali 2022                                                    | -                                                                      |                                                                        |
| 14-10-2021                                                             | Manaus                                                                 | Brasile                                                                | 4 – 1                                                                  | Uruguay                                                                | Qual. Mondiali 2022                                                    | -                                                                      | 43’ 71’                                                                |
| 11-11-2021                                                             | San Paolo                                                              | Brasile                                                                | 1 – 0                                                                  | Colombia                                                               | Qual. Mondiali 2022                                                    | -                                                                      | 84’                                                                    |
| 16-11-2021                                                             | San Juan                                                               | Argentina                                                              | 0 – 0                                                                  | Brasile                                                                | Qual. Mondiali 2022                                                    | -                                                                      | 53’                                                                    |
| 1-2-2022                                                               | Belo Horizonte                                                         | Brasile                                                                | 4 – 0                                                                  | Paraguay                                                               | Qual. Mondiali 2022                                                    | -                                                                      |                                                                        |
| 24-3-2022                                                              | Rio de Janeiro                                                         | Brasile                                                                | 4 – 0                                                                  | Cile                                                                   | Qual. Mondiali 2022                                                    | -                                                                      | 82’                                                                    |
| 29-3-2022                                                              | La Paz                                                                 | Bolivia                                                                | 0 – 4                                                                  | Brasile                                                                | Qual. Mondiali 2022                                                    | -                                                                      |                                                                        |
| 2-6-2022                                                               | Seul                                                                   | Corea del Sud                                                          | 1 – 5                                                                  | Brasile                                                                | Amichevole                                                             | -                                                                      | 71’                                                                    |
| 6-6-2022                                                               | Tokyo                                                                  | Giappone                                                               | 0 – 1                                                                  | Brasile                                                                | Amichevole                                                             | -                                                                      | 85’                                                                    |
| 23-9-2022                                                              | Le Havre                                                               | Brasile                                                                | 3 – 0                                                                  | Ghana                                                                  | Amichevole                                                             | -                                                                      | 63’                                                                    |
| 2-12-2022                                                              | Lusail                                                                 | Camerun                                                                | 1 – 0                                                                  | Brasile                                                                | Mondiali 2022 - 1º turno                                               | -                                                                      |                                                                        |
| Totale                                                                 |                                                                        | Presenze                                                               | 29                                                                     |                                                                        | Reti                                                                   | 0                                                                      |                                                                        |

## Palmarès

### Club

#### Competizioni nazionali
- Campionato francese: 1

Monaco: 2016-2017
- Campionato inglese: 1

Liverpool: 2019-2020
- Coppa di Lega inglese: 1

Liverpool: 2021-2022
- Coppa d'Inghilterra: 1

Liverpool: 2021-2022
- Community Shield: 1

Liverpool: 2022
- Campionato saudita: 1

Al-Ittihad: 2024-2025
- Coppa del Re dei Campioni: 1

Al-Ittihad: 2024-2025

#### Competizioni internazionali
- UEFA Champions League: 1

Liverpool: 2018-2019
- Supercoppa UEFA: 1

Liverpool: 2019
- Coppa del mondo per club: 1

Liverpool: 2019

### Individuale
- Squadra della stagione della UEFA Champions League: 1

2021-2022